# Antropología transpersonal
La antropología transpersonal, subdisciplina de la antropología cultural y los estudios transpersonales, es el estudio trans-cultural de las experiencias transpersonales —experiencias religiosas y místicas—, y de la relación entre la consciencia y la cultura. Surgió en Estados Unidos en los 1970s, considera central la perspectiva emic y se vincula con la antropología médica y la psiquiatría cultural. 

## Definición y contexto
Según Walsh y Vaughan, quienes propusieron varias definiciones del campo transpersonal a principios de la década de 1990, la antropología transpersonal es el estudio transcultural de los fenómenos transpersonales y la relación entre conciencia y cultura. Charles Laughlin, uno de los fundadores del campo de la antropología transpersonal, ha definido la disciplina como el estudio transcultural de las experiencias transpersonales, incluida la evocación sociocultural, la interpretación y la utilidad de las experiencias transpersonales, y su participación en la definición de roles sociales.
Tanto para la psicología transpersonal como para la antropología transpersonal, los rituales chamánicos implican experiencias fenoménicas particulares que deben ser estudiadas como parte de una teoría integral de la consciencia. Análogamente, el estudio de las experiencias subjetivas que ocurren durante la meditación y las vivencias modificadas de la identidad y del yo enfatizadas en las tradiciones contemplativas, forma parte de una teoría acabada de la consciencia, que debería ir más allá de las vivencias tradicionalmente estudiadas en la psicología occidental.

## Historia
Los especialistas ubican el comienzo de la antropología transpersonal en los EE. UU. en la década de 1970. El primer esfuerzo colectivo dentro del campo fue una organización tentativa llamada Phoenix Associates y su revista de apoyo; Phoenix: nuevas direcciones en el estudio del hombre. Entre los contribuyentes al trabajo inicial dentro del campo estaban Philip S. Staniford, Ronald L. Campbell, Joseph K. Long y Shirley Lee.
En 1978, Geri-Ann Galanti lanzó The Newsletter for the Anthropological Study of Paranormal and Anomalistic Phenomena (NASPAP), independientemente de la colaboración Phoenix. Sin embargo, en 1980 estos dos grupos se unieron para formar la Asociación para la Antropología Transpersonal . El diario oficial de la nueva organización se llamó Phoenix: The Journal of Transpersonal Anthropology.
A mediados de los años ochenta, la disciplina experimentó un relativo auge. Sin embargo, en este período hubo un cisma dentro de la organización relacionado con las metas y orientaciones futuras. En 1984, este último grupo se separó de la organización y se convirtió en la Asociación para el Estudio Antropológico de la Conciencia (AASC). Esta unidad luego pasó a convertirse en la Sociedad para la Antropología de la Conciencia. Según Hunter,  el campo paralelo de la Antropología de la Conciencia surgió de la perspectiva transpersonal, incluida la antropología Transpersonal. Sin embargo, poco después de estos eventos, la Asociación para la Antropología Transpersonal se disolvió y la revista The Phoenix dejó de publicarse en 1985.
El trabajo del antropólogo Charles D. Laughlin, considerado uno de los principales fundadores de la disciplina, ha sido fundamental para el desarrollo del campo. Shepard  también señala las contribuciones de Ihsan Al-Issa, y Edith Turner, esposa del antropólogo Victor Turner.

## Contribuciones a la teoría académica
Una de las contribuciones de Laughlin a la teoría antropológica es la diferenciación entre las llamadas culturas monofásicas y polifásicas. Según esta teoría, las culturas polifásicas están abiertas a estados alterados de conciencia y tratan de integrar estas experiencias en su visión del mundo, mientras que las culturas monofásicas, propias de las sociedades tecnocráticas, están en gran medida cerradas a estos estados alternativos de la mente. Laughlin ha publicado extensamente sobre el tema de la antropología transpersonal y ha abordado varios temas dentro del campo, incluida la metodología.
El trabajo de Al-Issa ha tratado el tema de las alucinaciones y los aspectos culturales de las mismas. Aquí, Al-Issa señala que no todas las culturas tienen opiniones negativas sobre las alucinaciones. Al-Issa observa diferencias transculturales en las modalidades sensoriales que se encuentran más comúnmente en las alucinaciones.
El campo también incluye las teorías del antropólogo Dennis Gaffin, cuya contribución es una reconceptualización de criaturas mitológicas en el contexto de la antropología.
Sheppard  explica cómo las interpretaciones de Edith Turner de los estudios de campo de su esposo entre los ndembu en Zambia también pueden interpretarse como pertenecientes a la antropología transpersonal, en la medida en que sus interpretaciones de sus rituales de curación eran transpersonales.

## Crítica
Sheppard  ha publicado un artículo en el que critica la antropología transpersonal, al menos tal como se ha practicado típicamente en la erudición contemporánea. Sus críticas incluyen su falta de una base conceptual sistemática; su énfasis excesivo en el chamanismo; la dificultad de estudiar culturas no occidentales que han sido verdaderamente inmunes a las influencias occidentales y la cuestión de hasta qué punto la antropología transpersonal ha abordado realmente los estados alterados de conciencia .